# Álvaro Jurado Espinosa
Álvaro Jurado (Còrdova, 5 de setembre de 1981) és un exfutbolista andalús, que ocupava la posició de migcampista.
Es va formar al planter del Sevilla FC, arribant a debutar a primera divisió. Posteriorment, ha militat al Getafe CF, la Lorca Deportiva, la UD Salamanca, la Cadis CF i la Piast Gliwice.